# 南 (目黒区)
南（みなみ）は、東京都目黒区の地名。現行行政地名は南一丁目から南三丁目。住居表示実施済区域。郵便番号は152-0013（集配局 : 目黒郵便局）。

## 地理
目黒区の南部に位置する。北辺は碑文谷に接する。東辺は原町・洗足にそれぞれ接する。南辺は大田区北千束に接する。南西は目黒区大岡山・平町にそれぞれ接する。
東京都道318号環状七号線（環七通り）が南北に縦貫し、一・二丁目と三丁目とを分けている。環七通り沿いにビル・マンションが見られるが、その他は住宅地として利用される。

## 歴史
現在の町域はおよそ江戸時代の碑文谷村字子ノ神（ねのかみ）および字子ノ神前の地域と一致する。1932年（昭和7年）目黒区成立で子ノ神の地名は消滅し、高木町・富士見台・宮ヶ丘に分かれていたが、1966年（昭和41年）住居表示により南一～三丁目にまとめられた。

### 地名の由来
区の南部に位置することによる。旧地名の子ノ神は高木神社の祭神大国主命を指す。

### 町名の変遷
| 実施後   | 実施年月日   | 実施前（各町名ともその一部） |
| -------- | ------------ | ---------------------------- |
| 南一丁目 | 1966年3月1日 | 高木町、富士見台、宮ヶ丘     |
| 南二丁目 | 1966年3月1日 | 高木町、富士見台、宮ヶ丘     |
| 南三丁目 | 1966年3月1日 | 高木町、富士見台、宮ヶ丘     |

## 世帯数と人口
2025年（令和7年）3月1日現在（目黒区発表）の世帯数と人口は以下の通りである。
| 丁目     | 世帯数    | 人口    |
| -------- | --------- | ------- |
| 南一丁目 | 1,546世帯 | 2,909人 |
| 南二丁目 | 1,241世帯 | 2,531人 |
| 南三丁目 | 1,190世帯 | 2,101人 |
| 計       | 3,977世帯 | 7,541人 |

### 人口の変遷
国勢調査による人口の推移。
| 年                 | 人口  |
| ------------------ | ----- |
| 1995年（平成7年）  | 6,335 |
| 2000年（平成12年） | 6,373 |
| 2005年（平成17年） | 6,978 |
| 2010年（平成22年） | 7,031 |
| 2015年（平成27年） | 7,264 |
| 2020年（令和2年）  | 7,657 |

### 世帯数の変遷
国勢調査による世帯数の推移。
| 年                 | 世帯数 |
| ------------------ | ------ |
| 1995年（平成7年）  | 2,831  |
| 2000年（平成12年） | 3,026  |
| 2005年（平成17年） | 3,332  |
| 2010年（平成22年） | 3,395  |
| 2015年（平成27年） | 3,686  |
| 2020年（令和2年）  | 3,892  |

## 学区
区立小・中学校に通う場合、学区は以下の通りとなる（2025年4月現在）。
| 丁目     | 番地 | 小学校               | 中学校               |
| -------- | ---- | -------------------- | -------------------- |
| 南一丁目 | 全域 | 目黒区立原町小学校   | 目黒区立目黒南中学校 |
| 南二丁目 | 全域 | 目黒区立大岡山小学校 | 目黒区立目黒西中学校 |
| 南三丁目 | 全域 | 目黒区立大岡山小学校 | 目黒区立目黒西中学校 |

## 産業

### 事業所
2021年（令和3年）現在の経済センサス調査による事業所数と従業員数は以下の通りである。
| 丁目     | 事業所数  | 従業員数 |
| -------- | --------- | -------- |
| 南一丁目 | 54事業所  | 456人    |
| 南二丁目 | 36事業所  | 422人    |
| 南三丁目 | 47事業所  | 186人    |
| 計       | 137事業所 | 1,064人  |

### 事業者数の変遷
経済センサスによる事業所数の推移。
| 年                 | 事業者数 |
| ------------------ | -------- |
| 2016年（平成28年） | 111      |
| 2021年（令和3年）  | 137      |

### 従業員数の変遷
経済センサスによる従業員数の推移。
| 年                 | 従業員数 |
| ------------------ | -------- |
| 2016年（平成28年） | 964      |
| 2021年（令和3年）  | 1,064    |

## 交通

### 鉄道
町域内に鉄道駅は設置されていない。町域南部方向にある東急目黒線・東急大井町線の大岡山駅（主に環七以南）や洗足駅（環七以北）、北西部方向にある東急東横線都立大学駅が利用される。

### バス
環七通り沿いを東急バス・森91系統：大森駅 - 新代田駅間のバス路線が通る。町域内には「富士見台」「宮ヶ丘」の各停留所がある。
また、二丁目と碑文谷三丁目との境目に「碑文谷八幡前」停留所があり、黒01系統：目黒駅 - 大岡山小学校の路線が通る。
このほか、一丁目の東側にある洗足・原町を通る円融寺通り沿いの渋71系統：渋谷駅 - 洗足駅の路線も利用可能である。

### 道路
- 東京都道318号環状七号線（環七通り）

## 施設
- 碑文谷病院
- 藤城清治スタジオ
- 目黒区立南保育園
- コープとうきょう目黒南センター
- 高木神社
- 原町住区センター
- 目黒南三郵便局

## 出身・ゆかりのある人物
- 富岡金蔵（旧宮ヶ丘の地主）[15]
- 皇后雅子